# Cậu bé mất tích (mùa 3)
Mùa thứ ba của loạt phim truyền hình web khoa học viễn tưởng-kinh dị Cậu bé mất tích, với tựa đề Cậu bé mất tích 3, được công chiếu toàn cầu qua dịch vụ streaming Netflix vào ngày 4 tháng 7 năm 2019. Loạt phim được sáng tạo bởi Anh em nhà Duffer, cũng là giám đốc sản xuất cho phim cùng Shawn Levy, Dan Cohen và Iain Paterson.
Lấy bối cảnh mùa hè năm 1985, mùa thứ ba của phim có sự xuất hiện của các diễn viên Winona Ryder, David Harbour, Finn Wolfhard, Millie Bobby Brown, Gaten Matarazzo, Caleb McLaughlin, Noah Schnapp, Sadie Sink, Natalia Dyer, Charlie Heaton, Joe Keery, Dacre Montgomery, Maya Hawke, Priah Ferguson, và Cara Buono. Các diễn viên Cary Elwes, Jake Busey, Michael Park, và Francesca Reale cũng xuất hiện trong các vai diễn phụ.

## Bối cảnh
Mùa hè năm 1985 tại Hawkins, Trung tâm thương mại Starcourt mới mở đã trở thành tâm điểm của thị trấn, khiến cho nhiều cửa hàng khác phải đóng cửa. Cảnh sát trưởng Jim Hopper mâu thuẫn với Eleven và Mike về mối quan hệ của hai người, trong khi Joyce dự định chuyển khỏi Hawkins để có tương lai tốt hơn, bỏ lại phía sau những người bạn của lũ trẻ và mối quan hệ của chính cô với Hopper. Tuy nhiên, những biến động năng lượng lạ lùng kích thích cảm nhận của Will về một điều gì đó kỳ lạ, Eleven và Max cảm thầy điều gì đó không ổn với những người dân trong thị trấn, và mặc dù đã đóng được cánh cổng tới Thế giới ngược, họ sợ rằng mình vẫn còn đang gặp nguy hiểm từ nó.

## Diễn viên và nhân vật
| - Winona Ryder trong vai Joyce Byers - David Harbour trong vai Jim Hopper - Finn Wolfhard trong vai Mike Wheeler - Millie Bobby Brown trong vai Eleven / Jane Hopper - Gaten Matarazzo trong vai Dustin Henderson - Caleb McLaughlin rong vai Lucas Sinclair - Noah Schnapp trong vai Will Byers - Sadie Sink trong vai Maxine "Max" Mayfield - Natalia Dyer trong vai Nancy Wheeler - Charlie Heaton trong vai Jonathan Byers - Joe Keery trong vai Steve Harrington - Dacre Montgomery trong vai Billy Hargrove / Mind Flayer - Maya Hawke trong vai Robin Buckley - Priah Ferguson trong vai Erica Sinclair - Cara Buono trong vai Karen Wheeler | - Joe Chrest trong vai Ted Wheeler - Andrey Ivchenko trong vai Grigori - Brett Gelman trong vai Murray Bauman - Cary Elwes trong vai Thị trưởng Larry Kline - Peggy Miley trong vai Bà Doris Driscoll - Jake Busey trong vai Bruce Lowe - Francesca Reale trong vai Heather Holloway - Michael Park trong vai Tom Holloway - Alec Utgoff trong vai Tiến sĩ Alexei - Yasen Peyankov as Russian Scientist - Rob Morgan trong vai Sĩ quan Powell - John Reynolds trong vai Sĩ quan Callahan - Arthur Darbinyan trong vai Bác sĩ Zharkov - Misha Kuznetsov trong vai Chỉ huy Ozerov | - Sean Astin trong vai Bob Newby - Catherine Curtin trong vai Claudia Henderson - Randy Havens trong vai Scott Clarke - Will Chase trong vai Neil Hargrove - Christopher Convery trong vai Billy thời bé - Jacey Sink trong vai Max thời bé - Beth Riesgraf trong vai mẹ của Billy - Gabriella Pizzolo trong vai Suzie - Paul Reiser trong vai Bác sĩ Sam Owens - Serge Levin as Mechanic |

## Các tập phim
| TT. tổng thể | TT. trong mùa phim | Tiêu đề                                    | Đạo diễn          | Biên kịch         | Ngày phát sóng gốc |
| --- | ------------------ | ------------------------------------------ | ----------------- | ----------------- | ------------------ |
| 18 | 1                  | "Tập một: Suzie, nghe rõ không?"           | Anh em nhà Duffer | Anh em nhà Duffer | 4 tháng 7 năm 2019 |
| Tháng 6 năm 1984, các nhà khoa học Liên Xô cố gắng mở một cánh cổng mới tới Thế giới ngược. Một năm sau ở Hawkins, độ nổi tiếng của khu Trung tâm thương mại Starcourt mới đã khiến nhiều doanh nghiệp địa phương phải đóng cửa, làm người dân thị trấn tức giận. Mike và Eleven có mối quan hệ đầy lãng mạn, khiến cho Hopper, nay là một người cha luôn muốn bảo vệ con thái quá, tức giận và phải nhờ xin lời khuyên từ Joyce. Joyce gợi ý cho anh trò chuyện "thân mật" với chúng. Dustin trở về từ trại hè khoa học, và nhờ sự giúp đỡ của các bạn, dựng một đài radio nghiệp dư để liên lạc với bạn gái ở trại Suzie. Dustin không liên lạc được với Suzie, khiến cho những người bạn cậu hoài nghi về sự tồn tại của Suzie và bỏ về. Dustin sau đó nghe được một tín hiệu lạ bằng tiếng Nga. Will cảm nhận được Mind Flayer có thể vẫn còn sống nhưng cậu giấu không cho ai biết. Hopper cố nói chuyện thân mật với Mike và Eleven, nhưng thái độ tự mãn của Mike khiến anh nổi giận và phải lén đe dọa Mike không được gặp Eleven nữa. Lũ chuột tụ tập ở một khu nhà xưởng gần Hawkins rồi nổ tung thành một đống xác. Một lúc sau, trong lúc lái xe qua nhà xưởng, xe của Billy bị một sinh vật bí ẩn đâm và kéo anh vào xưởng. |                    |                                            |                   |                   |                    |
| 19 | 2                  | "Tập hai: Lũ chuột ở trung tâm thương mại" | Anh em nhà Duffer | Anh em nhà Duffer | 4 tháng 7 năm 2019 |
| Billy tỉnh dậy trong Thế giới ngược và gặp một bản sao chỉ dẫn anh "gây dựng" điều gì đó. Mike nói dối Eleven để không phải gặp cô, khiến Eleven bối rối và làm Hopper vui mừng. Max cho rằng Mike đang nói dối và nếu cậu không xin lỗi thì Eleven nên chia tay cậu. Nancy và Jonathan, đang làm thực tập ở Tòa báo Hawkins, tới điều tra một người phụ nữ lớn tuổi tên là Driscoll; bà khẳng định lũ chuột đã ăn phân bón của bà và có biểu hiện như bị bệnh dại. Sau khi họ rời đi, một con chuột bị bà nhốt lại nổ tung thành khối xác và thoát ra ngoài. Max và Eleven càng ngày càng gắn bó trong lúc đi mua sắm ở Starcourt và tình cờ gặp Mike, Will và Lucas. Mike lại nói dối Eleven khiến cô chia tay với cậu. Joyce tò mò khi thấy nam châm trên tủ lạnh nhà mình bị mất từ tính, khiến cô phải đi tìm hiểu và lỡ buổi ăn tối với Hopper. Dustin gặp lại Steve, nay làm việc ở một quán kem trong Starcourt với người bạn học cũ Robin Buckley. Ba người dịch được tín hiệu bằng tiếng Nga và kết luận thông điệp khó hiểu này là một mật mã. Billy trở về từ Thế giới ngược, và trong lúc nhìn thấy nhiều điều kỳ lạ và được chỉ dẫn bởi một giọng nói lạ, anh đã bắt cóc người nhân viên cứu hộ đồng nghiệp Heather Holloway và đưa cô tới khu xưởng. |                    |                                            |                   |                   |                    |
| 20 | 3                  | "Tập ba: Vụ án người cứu hộ mất tích"      | Shawn Levy        | William Bridges   | 4 tháng 7 năm 2019 |
| Eleven dùng sức mạnh để "do thám" Mike, và sau đó là Billy. Cô thấy Billy đang bắt Heather và anh còn cảm nhận được sự hiện diện của Eleven. Nancy tìm hiểu thêm về hành động lạ của lũ chuột, đồng thời phát hiện nhiều tin báo mất phân bón và hòa chất khắp Hawkins. Trở về nhà của bà Driscoll, Nancy và Jonathan phát hiện chính bà cũng đang ăn phân bón. Max và Eleven thử tìm Billy nhưng không thấy anh hay Heather ở bể bơi. Will nóng giận với Mike và Lucas vì hai người quá chú tâm với các cô gái. Robin giải mã được thông điệp tiếng Nga, phát hiện ra người Nga chuẩn bị nhận hàng ở Starcourt đêm đó. Hopper giận Joyce vì cô để anh leo cây tối hôm trước, nhưng cô thuyết phục được anh rằng những chiếc nam châm bị mất từ tính ắt phải do một thiết bị điện từ nào đó ở phòng thí nghiệm bị bỏ hoang. Hopper và Joyce tới phòng thí nghiệm để tìm hiểu, nhưng Hopper bị Grigori, một tên lính Nga, tấn công. Dustin, Steve và Robin theo dõi những tên lính Nga có vũ trang nhận hàng ở khu chất hàng của Starcourt. Max và Eleven tìm thấy Billy và Heather đang ăn tối với cha mẹ Heather như bình thường. Sau khi hai cô bé về, Billy và Heather đánh ngất cha mẹ cô, khiến cho Will cảm nhận được. |                    |                                            |                   |                   |                    |
| 21 | 4                  | "Tập bốn: Thử nghiệm phòng xông hơi"       | Shawn Levy        | Kate Trefey       | 4 tháng 7 năm 2019 |
| Billy và Heather đưa cha mẹ cô tới nhà xưởng. Nancy và Jonathan bị sa thải vì làm phiền bà Driscoll, người mà hóa ra lại bị tâm thần phân liệt hoang tưởng. Will tiết lộ việc kết nối được với Mind Flayer cho Mike, Lucas, Eleven và Max, cho rằng Mind Flayer vẫn còn ở thế giới thực và đã nhập vào Billy. Hopper nhớ đã từng thấy Grigori gặp ông thị trưởng Larry Kline. Hopper và Joyce buộc Kilne phải khai ra Grigori làm việc cho chủ sở hữu Starcourt và họ đã mua nhiều mảnh đất bỏ hoang khắp Hawkins. Kline sau đó báo động cho Grigori rằng Hopper và Joyce đang có ý định khám xét các mảnh đất. Ở Starcourt, Dustin, Steve và Robin nhờ Erica, em gái của Lucas, đột nhập và khu chất hàng và phát hiện đó là một cái thang máy. Chiếc thang máy rơi sâu xuống phía dưới trung tâm thương mại và họ bị mắc kẹt trong đó. Vẫn còn nghi ngờ, Nancy tới gặp Driscoll ở bệnh viện trong lúc nhóm bạn nhốt Billy trong phòng xông hơi của bể bơi để kiểm chứng việc anh bị nhập. Billy bỗng mạnh lên như siêu nhân và thoát ra ngoài, trong khi Nancy cũng thấy phản ứng tương tự ở Driscoll. Billy gặp lại Heather ở nhà xưởng, nơi mà hàng chục người dân thị trấn khác đã bị nhập vào. |                    |                                            |                   |                   |                    |
| 22 | 5                  | "Tập năm: Đội quân của Quỷ tâm linh"       | Uta Briesewitz    | Paul Dichter      | 4 tháng 7 năm 2019 |
| Hopper và Joyce khám xét một trong số những khu đất bỏ hoang và phát hiện ra một phòng thí nghiệm ẩn. Grigori tới tiêu diệt họ, nhưng hai người đã thoát ra được cùng với một con tin – một nhà khoa học người Nga tên Alexei. Dustin, Steve, Robin và Erica vào được phòng thí nghiệm Nga bên dưới Starcourt và trốn được lính Nga đang dỡ hàng từ thang máy. Trong lúc cố tìm phòng phát thông điệp, nhóm phát hiện một khu thử nghiệm lớn, nơi các nhà khoa học đang cố mở một cánh cổng tới Thế giới ngược. Vì Alexei không nói được tiếng Anh, Hopper và Joyce đưa anh tới chỗ Murray – người nói tiếng Nga duy nhất mà họ biết – để nhờ phiên dịch. Grigori cố đi theo họ nhưng mất dấu. Nancy và Jonathan gặp lại Will, Mike, Lucas, Eleven, và Max rồi đưa ra giả thuyết cả Billy và Driscoll đều bị Mind Flayer nhập vào và lợi dụng để nhập vào thêm những người khác nhằm tạo thành một đội quân. Nhóm quyết định gặp Driscoll ở bệnh viện để tìm hiểu thêm nhưng bà đã đi mất. Họ bị tấn công bởi hai trong số những người bị nhập; sau khi bị Nancy và Jonathan giết, xác họ tan ra và nhập vào thành một sinh vật mang hình hài của Mind Flayer. |                    |                                            |                   |                   |                    |
| 23 | 6                  | "Tập sáu: Từ nhiều thành một"              | Uta Briesewitz    | Curtis Gwinn      | 4 tháng 7 năm 2019 |
| Eleven dùng sức mạnh để đuổi Mind Flayer, buộc nó phải chạy về khu xưởng. Trong phòng thí nghiệm Nga bên dưới Starcourt, Steve và Robin bị bắt, chốc thuốc và thẩm vấn, nhưng Dustin và Erica cứu được họ ra ngoài. Nhờ có Murray phiên dịch, Hopper và Joyce giữ được Alexei, buộc anh tiết lộ người Nga đang cố đi vào Thế giới ngược và họ đang mở một cánh cổng bên dưới Starcourt. Hopper gọi cho Owens để cảnh báo Chính phủ Hoa Kỳ nhưng Joyce nhất định đòi họ trở lại Hawkins ngay lập tức, lo rằng lũ trẻ có thể có liên quan. Grigori dồn ép Kline ở hội chợ ngày Quốc khánh của Hawkins, ra lệnh cho ông đẩy nhanh việc tìm kiếm Hopper. Mike vô tình thổ lộ tình cảm của mình dành cho Eleven. Để tìm Mind Flayer, Eleven dùng sức mạnh để cố giao tiếp ngoại cảm với Billy; cô biết được tuổi thơ đầy sóng gió của anh và tìm được Mind Flayer ở nhà xưởng. Billy biết được sự hiện diện của Eleven, cho Mind Flayer biết vị trí của cô và tiết lộ kế hoạch của nó nhằm giết chết cô để trả thù việc cô đã đóng cánh cổng. Những người bị nhập tụ tập ở nhà xưởng, cơ thể của họ tan ra và nhập vào Mind Flayer. |                    |                                            |                   |                   |                    |
| 24 | 7                  | "Tập bảy: Vết cắn"                         | Anh em nhà Duffer | Anh em nhà Duffer | 4 tháng 7 năm 2019 |
| Eleven và cả nhóm xác định Mind Flayer đang tới tìm cô vì cô là người đã đóng cánh cổng. Will cảm nhận được Mind Flayer đang tới và nó đã tấn công họ trước khi họ trốn được, khiến cả Eleven bị thương. Dustin và Erica phải lôi Steve và Robin còn đang phê thuốc tới rạp chiếu phim ở Starcourt. Nhóm của Eleven đột nhập vào một siêu thị để giúp xử lý vết thương cho cô và lấy thêm đồ cần thiết. Dustin liên lạc với họ qua bộ đàm để cố giải thích tình hình của họ trước khi máy cậu hết pin. Eleven dùng sức mạnh tìm Dustin và cả nhóm tới trung tâm thương mại. Steve thừa nhận anh có tình cảm với Robin, nhưng cô lại công khai cho anh biết mình là người đồng tính. Nhóm của Hopper tới khu hội chợ ở Hawkins để tìm bọn trẻ; họ bị Kline phát hiện và báo cho phía Nga. Alexei bị Grigori bắn chết ngay trước mặt Murray. Murray, Hopper và Joyce thoát được sự truy cản của vài đặc vụ Xô viết và biết được họ đang tìm lũ trẻ ở trung tâm thương mại. Ở đó, nhóm của Eleven tới vừa kịp lúc ngăn lính Nga bắn vào nhóm của Dustin. Eleven bỗng ngã quỵ trước mặt bọn trẻ với vết thương đầy đau đớn. |                    |                                            |                   |                   |                    |
| 25 | 8                  | "Tập tám: Trận chiến Starcourt"            | Anh em nhà Duffer | Anh em nhà Duffer | 4 tháng 7 năm 2019 |
| Eleven tự mình lôi một mảnh của con Mind Flayer trong vết thương của cô ra đúng lúc nhóm của Hopper tới. Họ lên kế hoạch đưa Eleven tới nơi an toàn, trong khi Hopper, Joyce và Murray sẽ đi tắt máy theo sự chỉ dẫn của Dustin và Erica từ tháp radio của cậu. Dustin nhờ đến sự giúp đỡ của Suzie để tìm mật mã cần thiết của nhiệm vụ, chính là hằng số Planck. Billy và Mind Flayer không cho Eleven ra khỏi trung tâm thương mại. Billy hạ Eleven và đem cô cho Mind Flayer nhưng những người còn lại đánh lạc hướng được nó bằng pháo hoa. Eleven đánh thức được tâm trí của Billy bằng những kỷ niệm của anh, và Billy hi sinh để bảo vệ cho Eleven. Hopper chiến đấu với Grigori trước cánh cổng trong khi Joyce phải chuẩn bị kích hoạt quá trình tắt máy. Hopper ném Grigori vào chiếc máy, khiến nó không ổn định và chặn lối thoát của anh. Hopper gật đầu nhìn Joyce để cô tắt chiếc máy, dường như khiến cho mọi người gần cánh cổng, kể cả anh, tan biến, và giết chết luôn cả con Mind Flayer gần đó. Khi Bác sĩ Owens tới cùng lực lượng quân đội, qua vẻ mặt của Joyce, El biết Hopper đã ra đi. Ba tháng sau, gia đình của Joyce cùng với một Eleven không còn sức mạnh chuẩn bị chuyển khỏi Hawkins. Mike và El lên kế hoạch gặp nhau vào Lễ Tạ ơn. Joyce cho Eleven đọc bài nói mà Hopper đã định nói với cô. Ở Kamchatka, lính Nga được ra lệnh cho ăn cho một con Demogorgon mà họ bắt được bằng một tù nhân, nhưng lại "không phải là tên người Mỹ". |                    |                                            |                   |                   |                    |